# シエンクワーン県
シエンクワーン県（シエンクワーンけん）は、ラオス北東部の県。

## 歴史
- 1899年 シエンクワーン王国が解体され、フランス領インドシナに組み込まれた。
- ベトナム戦争時代に度重なる爆撃を受け、旧県庁所在地が完全に破壊され、新たに建設された県庁所在地がポーンサワン郡である。

## 地理
- ジャール平原があることで有名。
- ベトナムのゲアン省と接している。
- 国際河川のカーン川が、ラオスのシエンクワーン県及びベトナムのゲアン省・ハティン省を流れている。

## 行政区分
1. 09-02 カム郡（英語版）
2. 09-04 シエンクワーン郡（英語版）（旧県庁所在地名: クーン郡, Muong Khoun）
3. 09-05 モークマイ郡（英語版）
4. 09-03 ノーンヘート郡（英語版）
5. 09-01 ポーンサワン郡（ないしペーク郡）
6. 09-07 パーサイ郡（英語版）
7. 09-06 プークード郡（英語版）
8. 09-08 タートーム郡（ベトナム語版）